# Suez (bedrijf, 1858-2008)
Suez (van 1997 tot 2001 Suez Lyonnaise des Eaux, van 2001 tot 2008 SUEZ) was een Frans-Belgische holding die elektriciteit en gas produceerde en verhandelde, en aan watervoorziening en afvalverwerking deed. Het bedrijf is ontstaan als de financieringsmaatschappij voor de aanleg van het Suezkanaal, opgericht door Ferdinand de Lesseps onder de naam Compagnie Universelle du Canal Maritime de Suez.
In 2008 fuseerde SUEZ met Gaz de France. Het fusiebedrijf kreeg in 2015 de naam Engie. Tegelijkertijd met deze fusie werden de milieu-activiteiten in 2008 afgesplitst naar SUEZ Environnement.

## Oprichting
De Compagnie Universelle du Canal Maritime de Suez werd opgericht in 1858 door Ferdinand de Lesseps. Dit was de maatschappij die het Suezkanaal heeft gegraven. In 1869 werd het 160 kilometer lange kanaal tussen de Middellandse Zee en de Rode Zee officieel geopend. Op 26 juli 1956 werd het Suezkanaal genationaliseerd door de regering van president Gamal Abdel Nasser en onder beheer gebracht van de Suez Canal Authority. De Compagnie verloor daarmee haar belangrijkste activiteit, maar ontving wel een financiële vergoeding een paar jaar later. 
In 1958 werd de naam gewijzigd in Compagnie financière de Suez en het bedrijf legde zicht toe op investeringen en beleggingen in verschillende sectoren van de economie. In 1959 werd ook een bank opgericht en in 1974 fuseerde deze met Bank d’Indochine om verder te gaan als Banque Indosuez. De Compagnie financière de Suez werd genationaliseerd in 1982 en in 1987 weer geprivatiseerd.

## Overname Generale Maatschappij van België en Electrabel
In 1988 verwerft Compagnie financière de Suez een meerderheidsbelang van 60% in de Generale Maatschappij van België (GM). In 1998 bracht de Franse groep, intussen omgedoopt tot Suez Lyonnaise des Eaux, een vrijwillig ruilbod uit op de overige 40% van de aandelen. Suez Lyonnaise kreeg hiermee bijna alle aandelen in handen en het aandeel van de GM werd van de beurs gehaald. In december 1999 bracht het een verplicht uitkoopbod uit op de 0,6% GM-aandelen die ze nog niet bezat. Suez slaagde hierin en met alle aandelen in handen hoefde Suez Lyonnaise geen openbare aandeelhoudersvergaderingen voor de GM meer te organiseren. De Generale was in feite een nutteloze schakel tussen Suez en de 'interessante' bedrijven Tractebel en Electrabel geworden. In 1999 was Suez voor 100% eigenaar van Tractebel geworden en op 31 oktober 2003 ten slotte fuseerde Tractebel met de Generale Maatschappij tot Suez-Tractebel NV.
Na de overname heeft Suez heel wat dochters van de GM moeten verkopen om haar reusachtige leningen terug te betalen. Suez hield in de jaren 90 ook nog een aandelenbelang van 30% in de Generale Bank, maar op 17 mei 1998 kocht Fortis deze aandelen en werd de Generale Bank een onderdeel van Fortis.

## Fusie met Lyonnaise des Eaux
In 1997 fuseert het bedrijf met waterleidingmaatschappij Lyonnaise des Eaux tot Suez Lyonnaise des Eaux. Voor de fusie was Lyonnaise des Eaux, opgericht in 1880, actief op het gebied van waterbehandeling, rioolzuivering en afvalstoffenverwijdering. Verder deed ze aan het beheer en onderhoud van verwarmings- en luchtbehandelingsinstallaties, installatietechniek, bouw, vastgoedbeheer en communicatiediensten. Compagnie de Suez verleende bankdiensten, had activiteiten in de energiesector, en deed als Lyonnaise in installatietechniek en  afvalstoffenverwijdering en had tot slot diverse industriële activiteiten. Op het moment van de fusie hadden de oud-Lyonnaise aandeelhouders een belang van 38% in de nieuwe groep en de oud-Suez aandeelhouders 62% in handen. Door de fusie kreeg de combinatie een te sterke positie op het gebied van ophaling en verwerking van huisvuil en verwerking van industrieel afval in België. De Europese Commissie verbond aan de fusie de voorwaarde dat een deel van deze activiteiten worden afgestoten. Het Britse bedrijf Shanks & McEwan nam de ondernemingen Page, Sobry, Fusipan en Vancoppenolle over waarmee de bezwaren van de EC zijn weggenomen.
Medio 1999 doet Suez Lyonnaise des Eaux een bod ter waarde van $4,1 miljard op alle aandelen van het Amerikaanse waterbedrijf Nalco. Nalco behaalde een omzet van $2 miljard in vergelijking tot een jaaromzet van $32 miljard voor Suez Lyonnaise des Eaux, waarvan ongeveer een kwart in het watersegment.

## Focus op energie en water
In 2001 wordt de naam veranderd in SUEZ. Na een strategisch beleidswijziging worden de activiteiten beperkt tot de energie- en watersegmenten. Alle andere activiteiten worden verkocht of afgestoten. SUEZ is sinds november 2005 ook de nieuwe eigenaar van het Belgische energiebedrijf Electrabel, inclusief Electrabel Nederland nv 
Op 25 februari 2006 werd bekendgemaakt dat SUEZ en het Franse staatsconcern Gaz de France gaan fuseren. Het betreft een fusie op basis van gelijkwaardigheid. De Franse Staat had een aandelenbelang van 80% in Gaz de France en krijgt 35% van de aandelen van de combinatie die verdergaat als GDF SUEZ. Het nieuwe bedrijf krijgt een marktkapitalisatie van €90 miljard en een omzet van €72 miljard. Om de fusie mogelijk te maken doet SUEZ afstand van zijn milieuactiviteiten. Deze worden onder de naam Suez Environnement naar de beurs gebracht en daarbij wordt 65% van de aandelen van het bedrijf uitgekeerd aan de aandeelhouders van SUEZ. GDF SUEZ behoudt een controleminderheid van 35%. De fusie met Gaz de France is in 2008 afgerond. GDF SUEZ had een belang van ruim 57% in Distrigas in handen, maar moest onder druk van de Europese Commissie de controle over de Belgische aardgasdistributeur opgeven. Het Italiaanse Eni nam deze aandelen in 2008 over. In 2015 heeft GDF SUEZ zijn naam veranderd in Engie.